# 浅野みなこ
浅野 みなこ（あさの みなこ）は、日本のグラビアアイドル。東京都出身。血液型:B型。身長:152cm。スリーサイズ:B80・W58・H81。

## 出演作品
- 「無垢な素人パイパン娘」（2009年6月12日）
- 「性的妄想シャングリラ」（2009年8月22日）
- 「百合萌え」共演・森野しずく（2009年9月19日）
- 「推定幼女」（2009年10月23日）
- 「百合萌えω」 （2009年11月21日・共演:真野あい（2009年11月21日）
- 「女監・アイドル喰い」（2009年12月19日）
- 「百合萌えω」 （2010年1月23日共演:あいかわ優衣（2010年1月23日）
- 「性的妄想シャングリラ セカンドインパクト」（2010年2月20日）
- 「百合萌えω」 （2010年3月26日・共演:加藤あずさ
- 「Mが好きです」（2010年4月23日）
- 「やっぱりMが好き」（2010年6月18日）
- 「もっと い・け・な・い好奇心!!」（2011年2月4日）